# Стигма (социология)
Социалната стигма е неодобрението или дискриминацията на човек въз основа на забележими социални характеристики, които служат за разграничаването им от останалите членове на обществото. Социалните стигми обикновено са свързани с култура, пол, раса, интелигентност и здраве.
Стигмата може също да бъде описана като етикет, който асоциира човек към набор от нежелани характеристики, които формират стереотип. Членовете на стигматизираните групи с течение на времето започват да осъзнават, че към тях отношението е различно и че има голяма вероятност да бъдат дискриминирани.